# Simon Gachet
Simon Gachet (ur. 14 października 1993 roku w Bourgoin-Jallieu) – francuski kierowca wyścigowy.

## Kariera

### Single-seater V de V Challenge
Gachet rozpoczął karierę w jednomiejscowych samochodach wyścigowych w 2011 roku w Single-seater V de V Challenge. W ciągu piętnastu wyścigów zdołał tam wygrać dwa, a jedenastokrotnie stawał na podium. Ostatecznie jego łączny dorobek punktowy wyniósł 525 punktów. Dało mu to tytuł mistrzowski serii. Do serii tej Francuz powrócił w 2013 roku, zaliczył wtedy jednak tylko starty gościnne.

### Francuska Formuła 4
W Francuskiej Formule 4 Simon pojawił się w 2012 roku. Tu jednak nie zdołał nigdy stanąć na najwyższym stopniu podium, choć podium osiągał sześciokrotnie. W ciągu 14 wyścigów uzbierał łącznie 148 punktów. Został sklasyfikowany na trzeciej pozycji w klasyfikacji końcowej.

### Formuła Renault 2.0
Na sezon 2013 Francuz podpisał kontrakt z francuską ekipą ARTA Engineering na starty w Alpejskiej Formule Renault 2.0. Podczas rundy na Hungaroringu wystartował także w Europejskim Pucharze Formuły Renault 2.0. Jedynie w edycji alpejskiej był klasyfikowany. Z dorobkiem 28 punktów uplasował się tam na czternastej pozycji w klasyfikacji generalnej.
W sezonie 2014 Francuz kontynuował współpracę z francuską ekipą ARTA Engineering, a później także z ekipą ART Junior Team w Europejskim Pucharze Formuły Renault 2.0 oraz w Alpejskiej Formule Renault 2.0. W edycji europejskiej w ciągu czternastu wyścigów, w których wystartował, uzbierał łącznie dziesięć punktów. Dało mu to dziewiętnaste miejsce w końcowej klasyfikacji kierowców. W serii alpejskiej trzykrotnie stawał na podium. Z dorobkiem 78 punktów uplasował się na piątej pozycji w klasyfikacji generalnej.

## Statystyki
| Sezon | Seria                                 | Zespół             | Wyścigi | Zwycięstwa | PP | NO | Podium | Punkty | Pozycja |
| ----- | ------------------------------------- | ------------------ | ------- | ---------- | -- | -- | ------ | ------ | ------- |
| 2011  | Single-seater V de V Challenge        | Formula Motorsport | 15      | 2          | 1  |    | 11     | 525    | 1       |
| 2012  | Francuska Formuła 4                   | Signatech          | 14      | 0          | 0  | 0  | 6      | 148    | 3       |
| 2013  | Single-seater V de V Challenge        | Formula Motorsport | 3       | 0          | 0  | 0  | 0      | 0      | NS†     |
| 2013  | Alpejska Formuła Renault 2.0          | ARTA Engineering   | 14      | 0          | 0  | 0  | 0      | 28     | 14      |
| 2013  | Europejski Puchar Formuły Renault 2.0 | ARTA Engineering   | 2       | 0          | 0  | 0  | 0      | 0      | NS†     |
| 2014  | Europejski Puchar Formuły Renault 2.0 | ARTA Engineering   | 14      | 0          | 0  | 0  | 0      | 10     | 19      |
| 2014  | Europejski Puchar Formuły Renault 2.0 | ART Junior Team    | 14      | 0          | 0  | 0  | 0      | 10     | 19      |
| 2014  | Alpejska Formuła Renault 2.0          | ARTA Engineering   | 14      | 0          | 0  | 0  | 3      | 78     | 5       |

† – Gachet nie był zaliczany do klasyfikacji